# Estampures
 Estampures  es una comuna y población de Francia, en la región de Mediodía-Pirineos, departamento de Altos Pirineos, en el distrito de Tarbes y cantón de Trie-sur-Baïse.
Su población en el censo de 1999 era de 77 habitantes.
Está integrada en la Communauté de communes du Pays de Trie.

## Demografía
| 113 | 129 | 99 | 101 | 100 | 77 |
| Para los censos de 1962 a 1999 la población legal corresponde a la población sin duplicidades (Fuente: INSEE [Consultar]) |     |    |     |     |    |